# Безымянное (озеро, Новосибирская область)
Безымянное — озеро в России, расположено на территории Баганского района Новосибирской области. Площадь поверхности — 1,13 км². Высота над уровнем моря — 101 м.
Находится в 2 километрах к северу от села Нижний Баган. Имеет форму, близкую к прямоугольному треугольнику с вершинами на севере, западе и юго-востоке. Окружено безлесой местностью. Берега озера заболочены. К северо-западу от Безымянного находится крупное озеро Зеньково. Озеро относится к бассейну реки Баган.
Код водного объекта — 13020000411115200008971.